# Houwau
Houwau là một chi bọ cánh cứng trong họ 
Elateridae.
Chi này được miêu tả khoa học năm 1993 bởi Kishii.

## Các loài
Chi này có các loài:
- Houwau alpicola Kishii, 1993